# Mörk vinkelblomfluga
Mörk vinkelblomfluga (Didea intermedia) är en tvåvingeart som beskrevs av Friedrich Hermann Loew 1854. Mörk vinkelblomfluga ingår i släktet vinkelblomflugor, och familjen blomflugor.
Artens utbredningsområde är Polen. Arten är reproducerande i Sverige. Inga underarter finns listade i Catalogue of Life.